# Mariano Espejo
Mariano Espejo Vázquez (18?? - 5 de septiembre de 1899) fue un abogado y político mexicano del siglo XIX.

## Trayectoria
Fue nombrado juez menor del Municipio de México por el presidente Manuel González en el decreto del 26 de diciembre de 1882. Fue primer Senador Suplente del Senador Francisco Montes de Oca durante el Congreso XII (1884 - 1886) por el Estado de Sonora. Al pedir licencia el C. Montes de Oca, el senador Espejo rindió protesta como senador Propietario el día 12 de noviembre de 1884. Fue Senador Propietario durante el Congreso XIII (1886 - 1888), también por el Estado de Sonora.
Estuvo casado con Paz Terán y Lascuráin, con la que tuvo siete hijos.